# Baron Bolton

Wappen der Barone Bolton

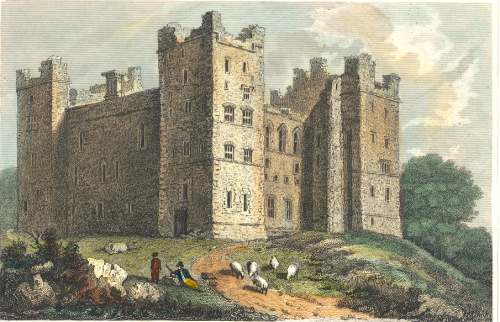
Bolton Castle

Hackwood Park

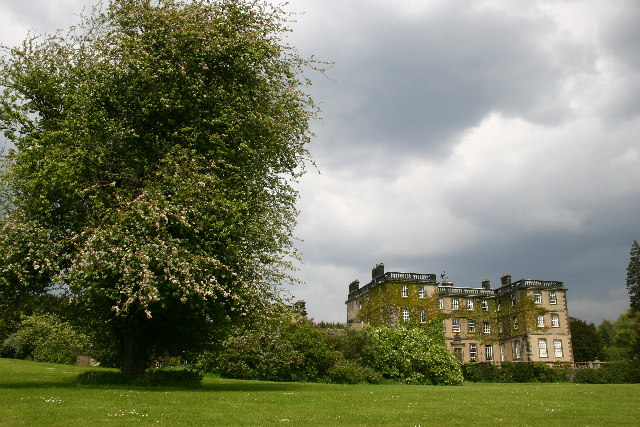
Bolton Hall

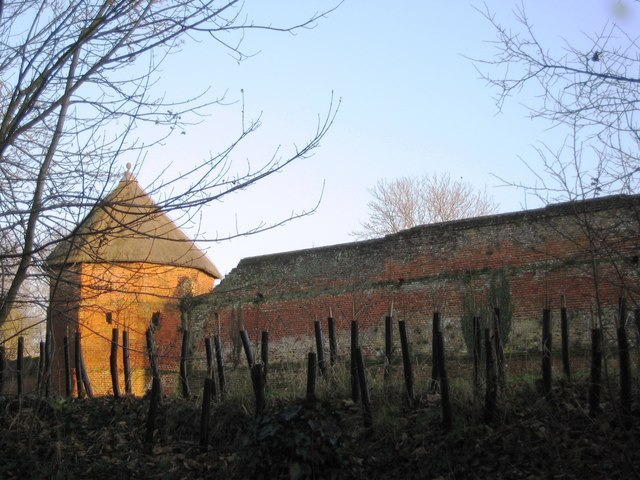
Basing House

Baron Bolton, of Bolton Castle in the County of York, ist ein erblicher britischer Adelstitel in der Peerage of Great Britain.
Familiensitz der Barone war bis 1850 Hackwood Park in Winslade bei Basingstoke in Hampshire und ist seither Bolton Hall (auch Wensley Hall genannt) in Wensley bei Leyburn in North Yorkshire.

## Verleihung und Geschichte des Titels
Der Titel wurde am 20. Oktober 1797 dem ehemaligen Unterhausabgeordneten und Gouverneur der Isle of Wight Thomas Orde-Powlett verliehen. Als Thomas Orde geboren, war er mit Jean Mary Browne-Powlett verheiratet, der illegitimen Tochter des Charles Powlett, 5. Duke of Bolton († 1765). Nachdem deren Onkel, der 6. Duke of Bolton, 1794 ohne männliche Nachkommen gestorben und sein Duketitel erloschen war, hatte er aus dem Recht seiner Gattin bedeutende Ländereien der Dukes of Bolton, darunter Bolton Castle und Bolton Hall in Yorkshire sowie Hackwood Park und Basing House in Hampshire, geerbt und 1795 mit königlicher Erlaubnis seinen Familiennamen zu Orde-Powlett ergänzt. Ab 1800 war er Lord Lieutenant für Hampshire.
Heutiger Titelinhaber ist sein Ur-ur-ur-ur-urenkel Harry Orde-Powlett als 8. Baron.

## Liste der Barone Bolton (1797)
- Thomas Orde-Powlett, 1. Baron Bolton (1740–1807)
- William Orde-Powlett, 2. Baron Bolton (1782–1850)
- William Orde-Powlett, 3. Baron Bolton (1818–1895)
- William Orde-Powlett, 4. Baron Bolton (1845–1922)
- William Orde-Powlett, 5. Baron Bolton (1869–1944)
- Nigel Orde-Powlett, 6. Baron Bolton (1900–1963)
- Algar Orde-Powlett, 7. Baron Bolton (1929–2001)
- Harry Orde-Powlett, 8. Baron Bolton (* 1954)

Titelerbe (Heir Apparent) ist der Sohn des derzeitigen Titelinhabers, Hon. Thomas Orde-Powlett (* 1979).